# 원 웨이 패시즈
원 웨이 패시지(One Way Passage)는 미국에서 제작된 테이 가넷 감독의 1932년 코미디, 드라마, 멜로/로맨스 영화이다. 윌리엄 파월 등이 주연으로 출연하였고 로버트 로드 등이 제작에 참여하였다.

## 출연

### 주연
- 윌리엄 파월
- 케이 프랜시스

### 조연
- 얼린 맥맨
- 프랭크 맥휴
- 워런 하이머
- 프레더릭 버턴

## 제작진
- 미술: 안톤 그로트
- 의상: 오리 켈리